# Women’s Health

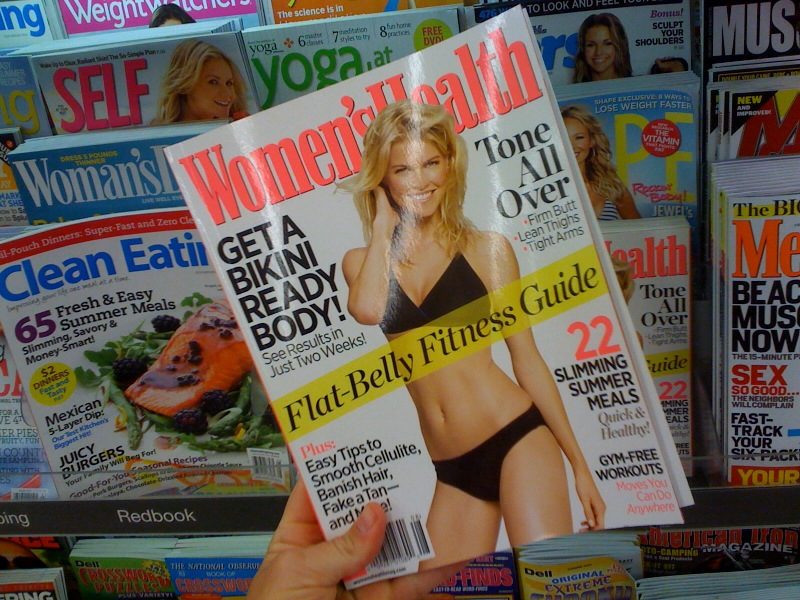
Okładka magazynu

Women’s Health – ilustrowany magazyn dla kobiet, założony w 2005 r. w Stanach Zjednoczonych jako kobieca wersja pisma „Men’s Health”. Czasopismo porusza tematy z zakresu zdrowego stylu życia, diety, mody, fitnessu, zdrowia, seksu i związków. W 2013 roku istniało 17 krajowych edycji pisma.

## Women’s Health – edycja polska
Polska wersja czasopisma wydawana była od maja 2013 roku jako dwumiesięcznik, a od 2015 roku jako miesięcznik. Tworzył ją zespół redakcyjny „Men’s Health”.
Jako ostatni ukazał się pierwszy numer z 2023 (styczniowo-lutowy). Firma Motor-Presse Polska, która w grudniu 2022 ogłosiła upadłość, zapowiedziała utrzymywanie serwisów internetowych, w celu znalezienia nowego wydawcy.